# Van Schelle
Van Schelle is een in het Nederland's Patriciaat opgenomen geslacht dat predikanten, een hoogleraar en diplomaten voortbracht.

## Geschiedenis
De bewezen stamreeks begint met Adriaen Michielsz. die zich vanuit Vlaanderen in Rotterdam vestigde en daar in 1614 trouwde. Zijn zoon werd lakenbereider in Rotterdam, verder nagelacht werd laken- of vlaskoper. Nageslacht trad ook in dienst van de VOC. In de 20e eeuw waren telgen diplomaat.

## Enkele telgen
Gijsbert Ariensz. van Schelle (1652-1692), lakenbereider te Rotterdam en hoofdman lakenbereidersgilde
- Ary van Schelle (1679-1714), arbeider te Cool
  - Gijsbert van Schelle (1710-1765), begrafenisdienaar
    - Adrianus van Schelle (1741-1766), kwartiermeester VOC
    - Jan van Schelle (1744-1766), opperzeilmaker VOC
    - Johannes van Schelle (1756-1792), opperchirurgijn VOC
- Pieter van Schelle (1685-1776), lakenkoper te Rotterdam
  - Gijsbert van Schelle (1714-1788), lakenkoper te Rotterdam
    - Dr. Pieter van Schelle (1749-1792), arts, oprichter voorloper van de Staatsdrukkerij, letterkundige en publicist
      - Jan David van Schelle (1782-1825), topograaf en gouverneur en militair commandant van Celebes
        - Pieter van Schelle (1818-1865), lid fa. A. Ruyssenaers & Co., makelaars in granen te Rotterdam; trouwde in 1846 met Margaretha de Leeuw Ruyssenaers (1821-1894), zus van Samuël Willem Ruyssenaers (1815-1877) en telg uit het geslacht Ruyssenaers
          - Ir. Carel Jan van Schelle (1847-1909), mijningenieur, lid Mijnraad
            - Henri Richard Alexander van Schelle (1889-1918)
              - Mr. Carel Jan van Schelle (1913-1987), diplomaat en particulier secretaris van prinses Beatrix en prins Claus
                - Mr. Alexander Charles Henri van Schelle (1939-2018), diplomaat

              - Jan David Anton van Schelle (1915-1979), SOE-agent tijdens de Tweede Wereldoorlog en landbouwer

        - Maria Anna Carolina Louisa van Schelle (1819-1908); trouwde in 1847 met prof. dr. Daniel Chantepie de la Saussaye (1818-1874), predikant en hoogleraar theologie te Groningen

    - Abraham van Schelle (1757-1821), baljuw van beide Noordwijken, Langeveld en Offem, vrederechter

  - Prof. dr. Johannes van Schelle (1723-1762), hoogleraar theologie te Leiden

Geslachten die opgenomen zijn in het sinds 1910 verschijnende genealogische naslagwerk Nederland's Patriciaat. Lijst volgens opgave van het CBG Centrum voor familiegeschiedenis.
A · B · C · D · E · F · G · H · I · J · K · L · M · N · O · P · Q · R · S · T · U · V · W · Y · Z